# Hilariano (homem claríssimo)
Hilariano (em latim: Hilarianus) foi um oficial do século IV, ativo sob os imperadores Valentiniano II (r. 375–392) e Teodósio I (r. 379–395). Um homem claríssimo (vir clarissimus), envolveu-se em 384 em uma disputa com a tesouraria sobre a posse de escravos da propriedade de um certo Cátulo.